# Pennisetum alopecuroides
Pennisetum alopecuroides là một loài thực vật có hoa trong họ Hòa thảo. Loài này được (L.) Spreng. mô tả khoa học đầu tiên năm 1824.

## Hình ảnh

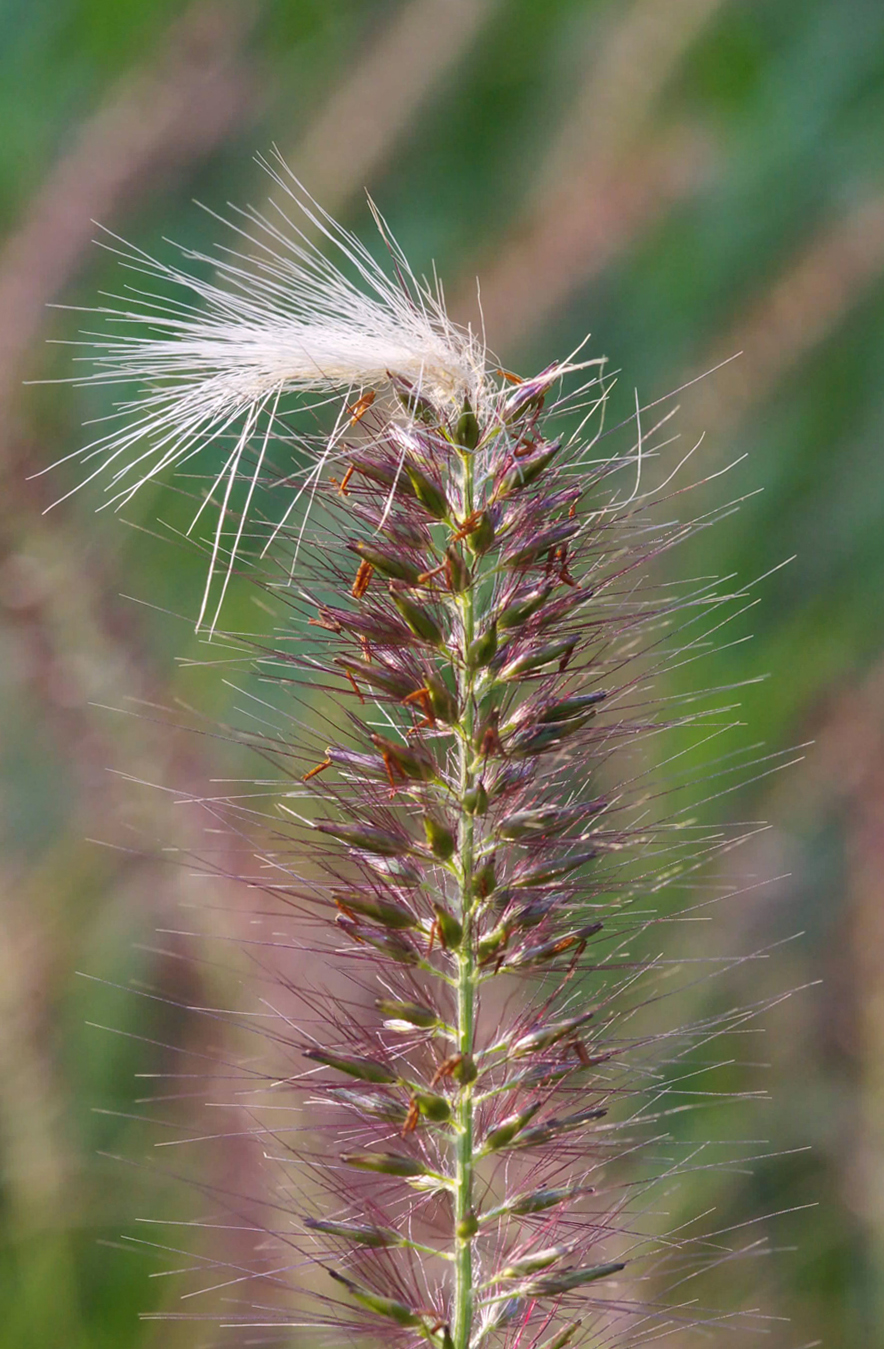
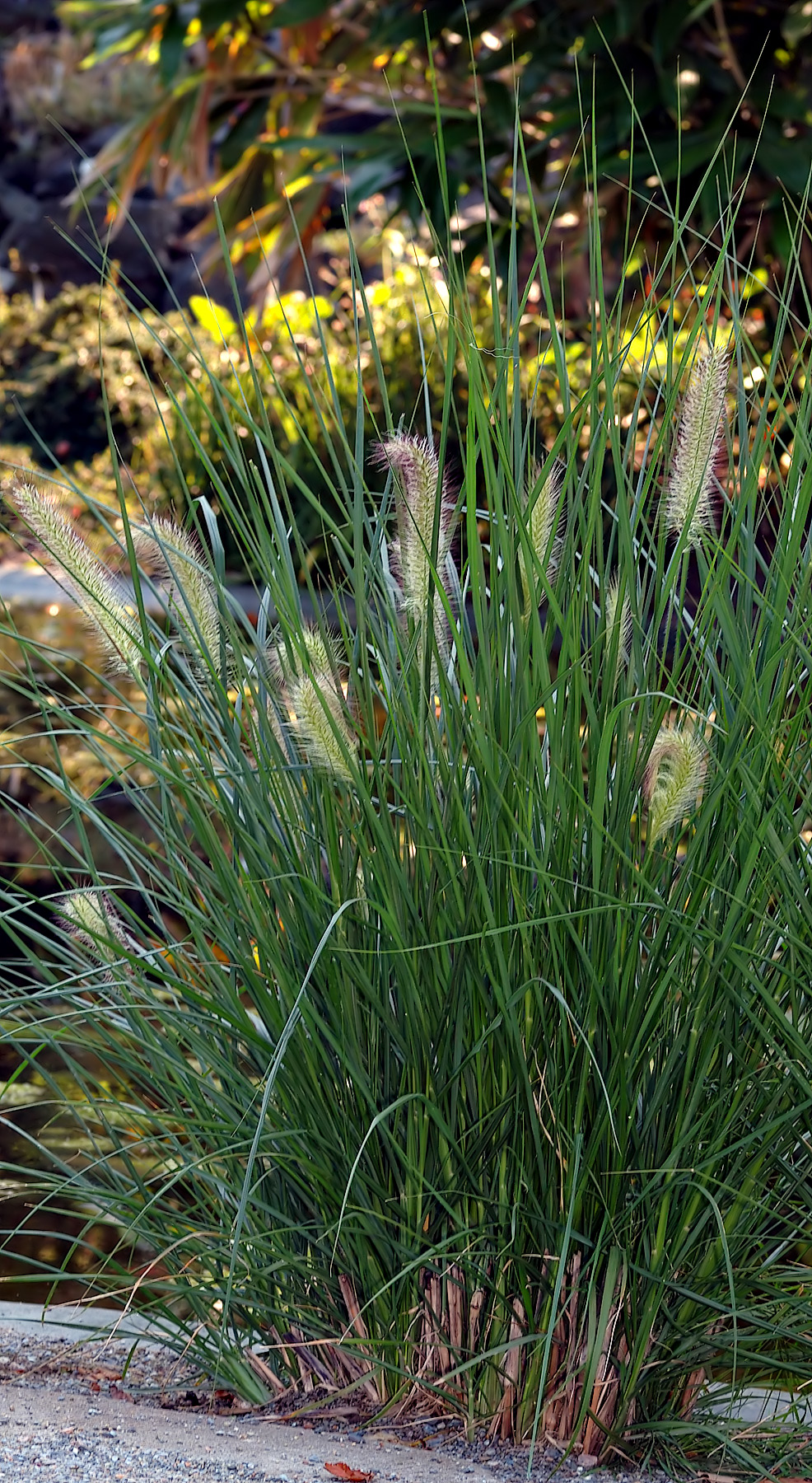
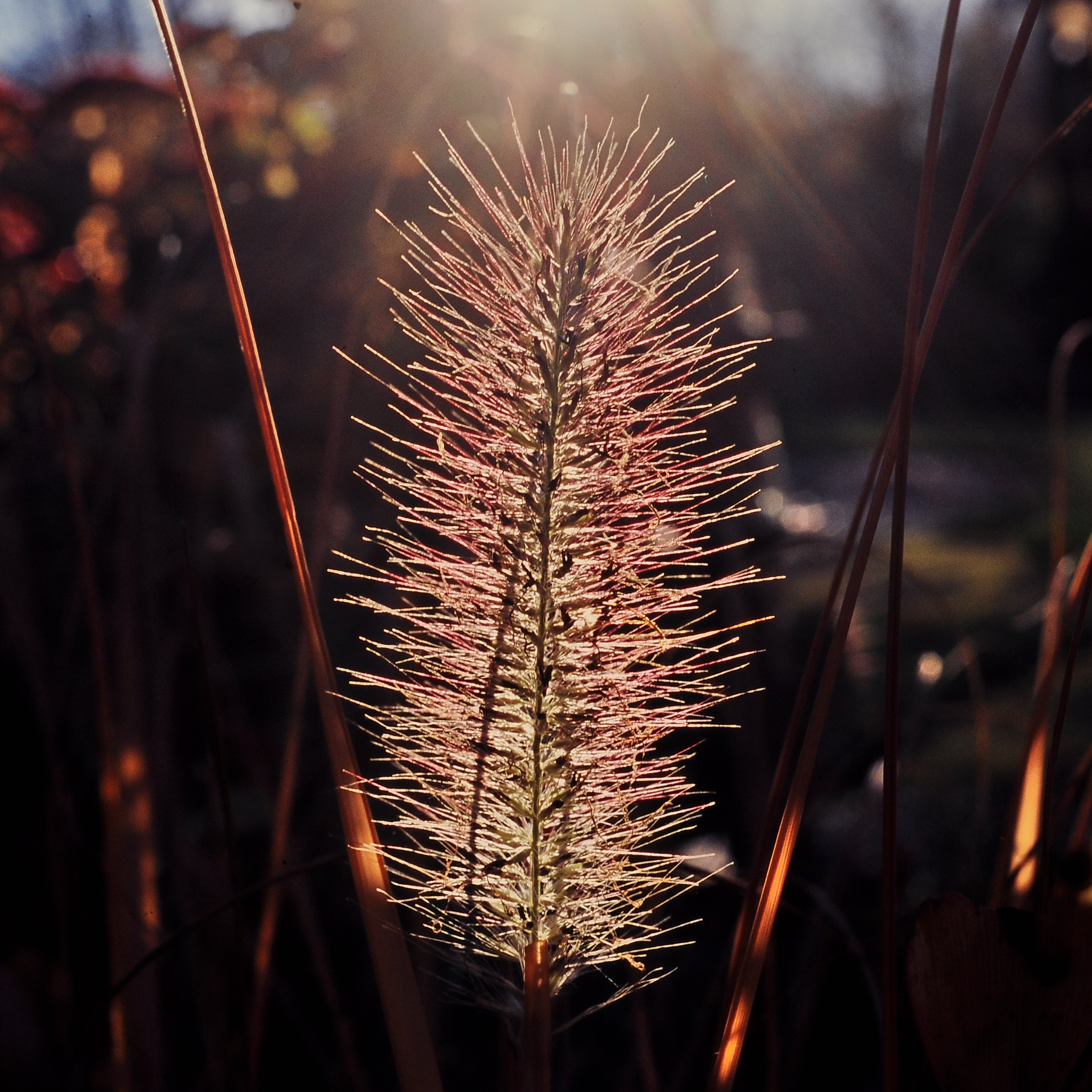
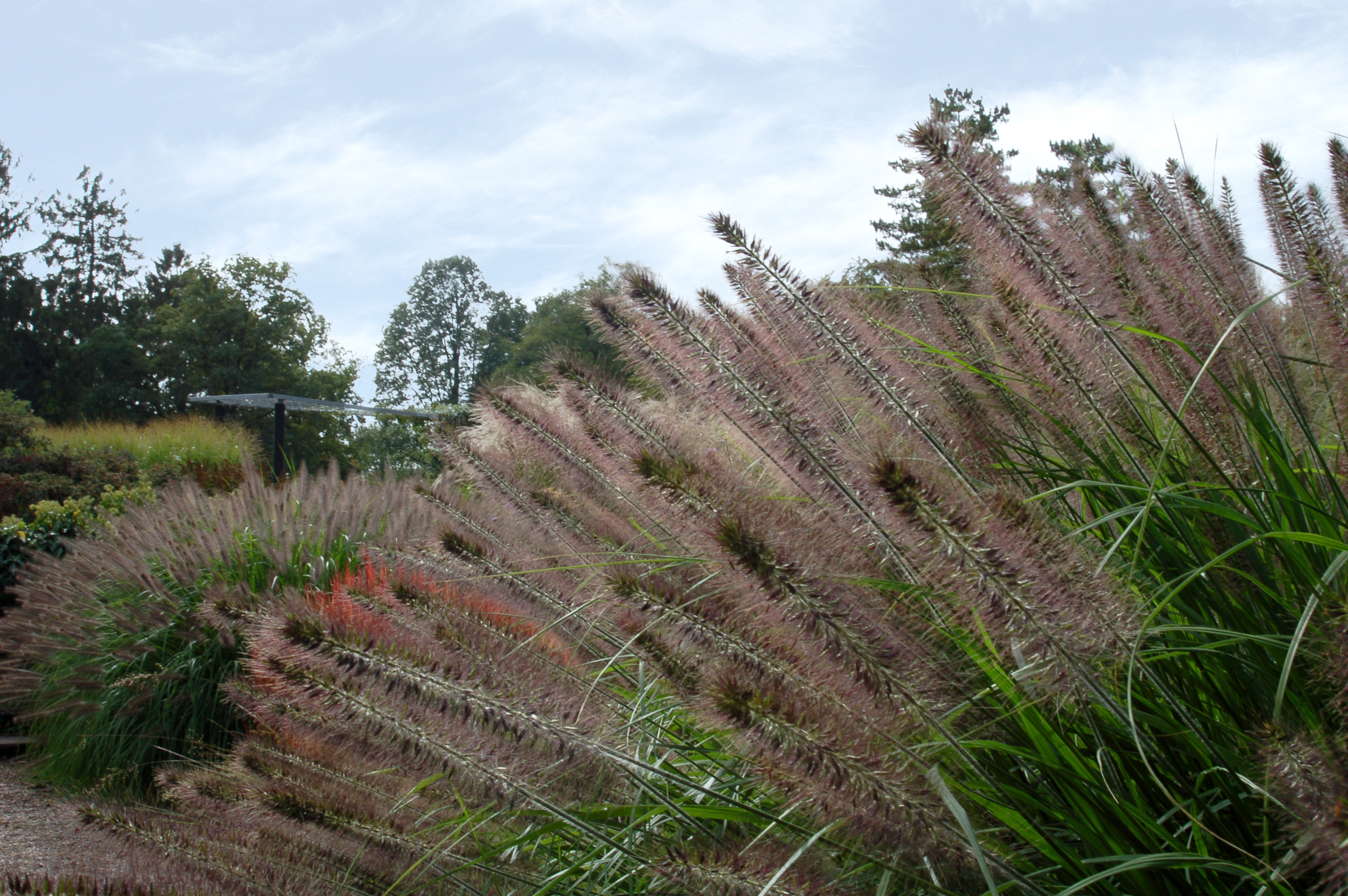